# SoFaygo
Андре Донтриел Бурт-младший (родился 3 октября 2001 года), более известен как SoFaygo (раннее стилизовалось как $oFaygo) — американский рэпер и певец. В 2020 году Бурт выпустил микстейп Angelic 7, который был спродюсирован американским рэпером Lil Tecca. Данный релиз содержит в себе сингл «Knock Knock», который стал популярен в приложении TikTok в конце 2020 года.

## Карьера
Бурт записал свою первую песню в 9 лет. Он взял себе псевдоним Trvllinese и выпустил мини-альбом We Are Aliens в 2018 году.
В 2019 году Taz Taylor хотел подписать SoFaygo на свой лейбл Internet Money, однако Бурт отказал ему. В это же время Андре знакомится с американским рэпером Lil Tecca. 10 января 2020 года SoFaygo выпустил микстейп Angelic 7, который содержал в себе сингл «Knock Knock», ставший популярным  TikTok.
В феврале 2021 года Бурт был подписан на лейбл Трэвиса Скотта Cactus Jack Records.
20 августа 2021 года SoFaygo участвовал на песне «MP5» от Trippie Redd с его четвёртого студийного альбома Trip At Knight. 1 сентября того же года он выпустил песню «Let's Lose Our Minds». 8 октября 2021 года SoFaygo участвовал на альбоме Don Toliver Life of a Don.
14 июня 2022 года рэпер выпустил мини-альбом B4PINK. В тот же день журнал XXL объявил, что SoFaygo стал частью их  ежегодного списка фрешменов.
15 июля 2022 года эксклюзивно на SoundCloud вышел мини-альбом Babyjack на секретном аккаунте SoFaygo prettyboyarchive. 17 октября 2022 того же года были выпущены 4 песни из его дебютного альбома Pink Heartz, остальная часть вышла 11 ноября.

## Дискография
Студийные альбомы
- Pink Heartz (2022)

Микстейпы
- War (2019)
- Angelic 7 (2020)
- After Me (2020)

Мини-альбомы
- Goonland (2018)
- We Are Aliens (2018)
- Delineation (2019)
- Hostility (2019)
- The Reveal Vol. 1 (2020)
- 4U (2020)
- Web (2020)
- B4PINK (2022)